# Friðrik Friðriksson
Friðrik Þór Friðriksson, né le 6 octobre 1964, est un footballeur international islandais évoluant au poste de gardien de but.

## Biographie

### Carrière en club
Friðrik Friðriksson évolue de 1982 à 1987 au Fram Reykjavik, avec un intermède en 1984 au Breiðablik UBK. Il joue ensuite pour le B 1909 Odense au Danemark de 1988 à 1989, le Thór Akureyri de 1990 à 1991 et l'ÌBV Vestmannaeyjar de 1992 à 1998.
Le bilan de sa carrière dans les compétitions européennes s'élève à deux matchs en Coupe d'Europe des clubs champions, trois matchs en Coupe de l'UEFA, et six en Coupe des coupes.

### Carrière en sélection
Il compte deux apparitions en équipe d'Islande des moins de 17 ans en 1981 et cinq sélections en équipe d'Islande espoirs entre 1985 et 1986.
Il reçoit sa première sélection en équipe d'Islande le 8 février 1982 lors d'un match amical contre les Îles Féroé. Sa vingt-sixième et dernière sélection a lieu le 7 février 1995 en amical contre les mêmes Îles Féroé.

## Palmarès
- Championnat d'Islande
  - Champion en 1986
  - Vice-champion en 1987

- Coupe d'Islande
  - Vainqueur en 1985, 1987 et 1998
  - Finaliste en 1986, 1996 et 1997

- Supercoupe d'Islande
  - Vainqueur en 1986 et 1993
  - Finaliste en 1992

## Vie privée
Il est le père de la footballeuse internationale islandaise Fanndís Friðriksdóttir et le mari de la skieuse Nanna Leifsdóttir,.